# 멧닭

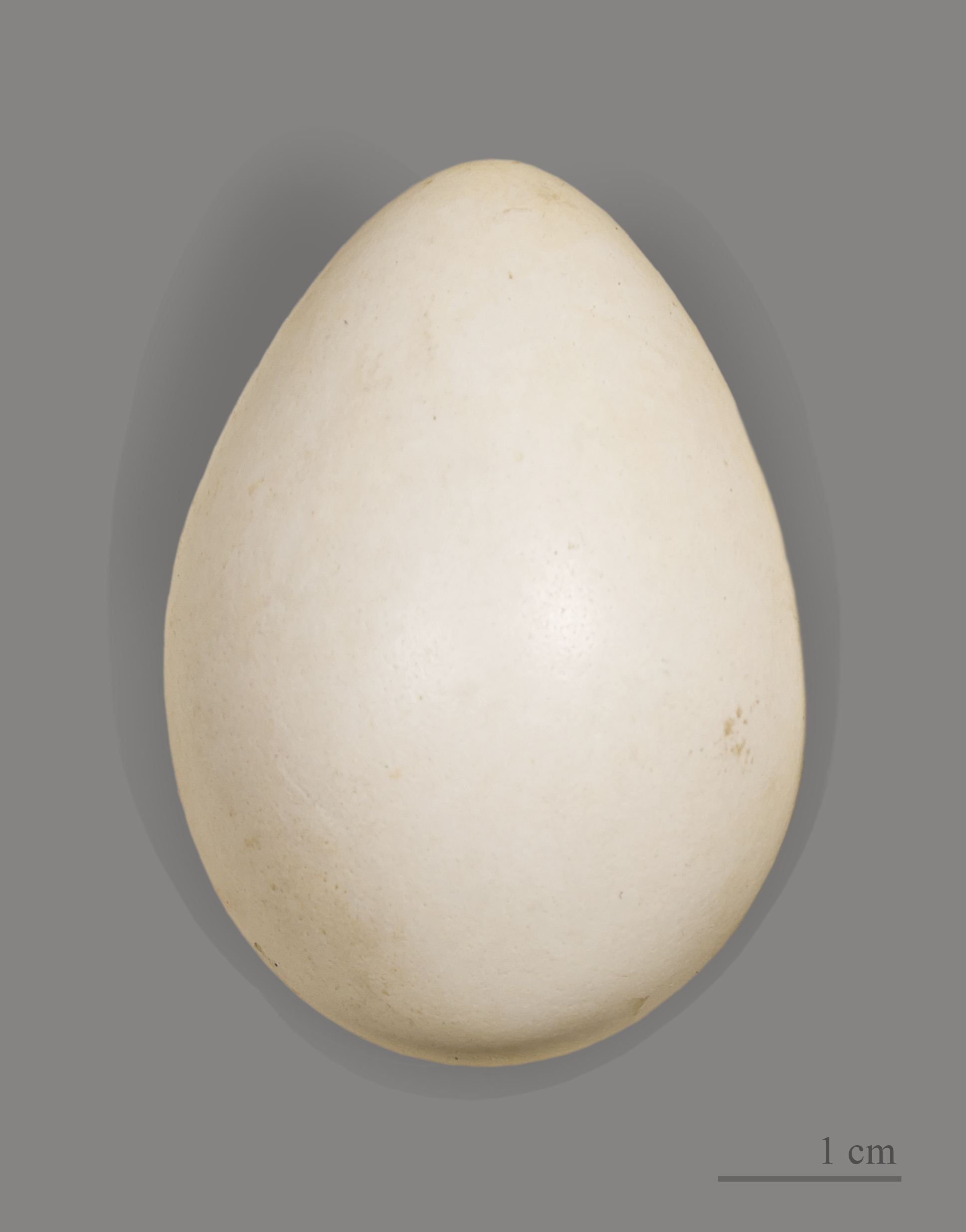
멧닭의 알

멧닭은 닭목 꿩과에 속하는 새이다. 유라시아 북부의 황야지역과 습원에서 삼림 지대(대부분은 북방수림)에 걸쳐 서식한다. 북반구에 사는 대표적인 새로 북아메리카, 북유럽, 북아시아 등지에 분포한다. 한국에는 백두산 고산 지대에만 서식하는 아종인 우수리(T. t. usuriensis)가 서식하고 있다. 정식 학명은 Lyrurus tetrix 이지만 칼 폰 린네가 명명한 이명인 Tetrao tetrix도 흔히 쓰인다. 2002년 남한 지역에서 첫 관찰이 보고되었다.
멧닭의 게놈의 서열은 2014년 완성되었다.

## 분류
1758년 칼 폰 린네는 《자연의 체계》 제10판에 수많은 종들 가운데 멧닭을 처음 기술하였다. 당시 명명한 Tetrao tetrix는 일종의 사냥감 새를 가리키는 고대 그리스어 낱말에서 비롯한 것이다. 1832년 영국의 생물학자 윌리엄 존 스웨인슨이 멧닭속으로 재 분류하면서 학명을 Lyrurus tetrix로 변경하였다.

## 서식지와 명칭
멧닭은 유라시아 북부 전역에서 관찰되고 한국에서는 북한 지역의 텃새로 백두산 인근에서 드물게 발견된다. 미국식 이름인 검은뇌조로 불리는 경우도 있다.

## 생김새
멧닭은 몸집이 큰 새로 다 자란 숫컷의 몸길이는 약 60 cm, 암컷의 경우 45 cm 정도 이고 몸무게는 약 0.75 - 1 kg 정도이다. 수컷은 윤기있고 푸른 색이 감도는 검은 깃털이 목덜미에서 시작하여 등을 따라 흐르고 날갯죽지 가장자리와 꽁지 밑의 깃털은 흰색으로 대비를 이룬다. 눈자위 위로 붉은 벼슬이 돋아있다. 이에 비해 암컷의 깃털은 보다 모호하여 보호색을 띄고 있다. 꼬리에 밖으로 길게 휘어진 긴 날개깃이 돋아 있는데 이것이 마치 리라와 같이 생겼다고 하여 속명을 Lyrurus라고 하게 되었다.